# Rheingaukreis
Der Rheingaukreis war bis zum 31. Dezember 1976 ein Landkreis in Hessen. Er war am 22. Februar 1867 im Regierungsbezirk Wiesbaden der preußischen Provinz Hessen-Nassau gegründet worden. Kreisstadt war Rüdesheim am Rhein.

## Geographie

### Lage
Der Rheingaukreis erstreckte sich ursprünglich über die Region am rechten Rheinufer zwischen Wiesbaden und Oberlahnstein. Nach der Kreisreform von 1886 verlief die Kreisgrenze im Süden in der Fahrrinne des Rheins von Wiesbaden über das Rheinknie am Binger Loch bis nach Lorchhausen und von dort durch den Taunus unter Einschluss von Ransel, Wollmerschied und Espenschied sowie des Hinterlandswaldes im Norden zum Hof Mappen und dann über die Höhen des Rheingaugebirges zum Walluftal, wo er wieder an die Stadtgrenze Wiesbadens stieß.
Die Landgrenze des Rheingaukreises folgte im Wesentlichen dem Verlauf des Rheingauer Gebücks, das dem Rheingau zur Zeit des Kurfürstentums Mainz im Mittelalter als Landwehr Schutz gab.

### Nachbarkreise
Der Landkreis grenzte Ende 1976, im Nordwesten beginnend im Uhrzeigersinn, an den Untertaunuskreis und an die kreisfreie Stadt Wiesbaden in Hessen sowie an den Landkreis Mainz-Bingen und den Rhein-Lahn-Kreis in Rheinland-Pfalz.

## Geschichte

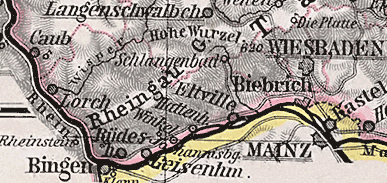
Kartenausschnitt mit dem Rheingaukreis (1905)

Nach der Okkupation des Herzogtums Nassau durch Preußen im Deutschen Krieg (Juli 1866, Verkündung der Annexion am 4. August) wurde der neue Regierungsbezirk Wiesbaden (bestehend aus Nassau und der ebenfalls einverleibten Freien Stadt Frankfurt nebst einigen Hessen-Darmstädtischen Gebieten) in 12 Kreise eingeteilt. Die bisherigen nassauischen Ämter Rüdesheim, Eltville, St. Goarshausen und Braubach bildeten den Rheingaukreis. Sitz des Landratsamts wurde das in diesem Kreisgebiet zentral gelegene Rüdesheim am Rhein.
Am 1. April 1886 trat die neue Kreisordnung der Provinz Hessen-Nassau in Kraft. Es wurden neue, kleinere Kreise geschaffen. Auch der Rheingaukreis wurde geteilt:
- Die Ämter Rüdesheim und Eltville verblieben beim Rheingaukreis; Rüdesheim blieb Kreisstadt
- die Ämter St. Goarshausen und Braubach bildeten mit dem westlichen Teil des Amtes Nastätten (ehemals Unterlahnkreis) den neuen Kreis Sankt Goarshausen.[3]

In diesen Grenzen war der Rheingaukreis identisch mit dem Rheingau zu kurmainzischer Zeit und hatte eine Fläche von 274,67 km². In der Folgezeit gab es nur eine kleine Änderung des Gebietsstandes, und zwar offenbar im Zusammenhang mit der Zusammenlegung von Schlangenbad und Georgenborn im Jahr 1939. Bis dahin verlief die Grenze des Rheingaukreises am Warmen Bach entlang bis zur Walluf und damit mitten durch die heutige Ortslage von Schlangenbad. Um mit Georgenborn ein zusammenhängendes Gemeindegebiet zu schaffen, war es erforderlich, aus der Gemarkung Rauenthal einen Streifen im Nordosten abzutrennen und an Schlangenbad abzutreten. Seitdem wird die Fläche des Rheingaukreises mit 272 km² angegeben.
Das Staatliche Gesundheitsamt Rüdesheim, besonders dessen Leiter, setzte sich während der NS-Diktatur für die Zwangssterilisation von psychisch Kranken sowie Homosexuellen ein. Vom Jugendamt des Kreises wurden 1935 sogenannte Rheinlandbastarde (Kinder, die einen schwarzafrikanischen Elternteil hatten) zur Sterilisation gezwungen.
Nachdem 1939 Eibingen nach Rüdesheim eingemeindet worden war, umfasste der Rheingaukreis 24 Gemeinden, darunter die vier Städte Eltville, Geisenheim, Lorch und Rüdesheim.
Der Rheingaukreis lag nach dem Zweiten Weltkrieg als westlichster Zipfel in der Amerikanischen Besatzungszone, verblieb beim Regierungsbezirk Wiesbaden und wurde somit Teil des Landes Hessen. 1968 wechselte er nach der Auflösung des Regierungsbezirks Wiesbaden in den Regierungsbezirk Darmstadt. Im Rahmen der Gebietsreform in Hessen wurde die Zahl der Gemeinden des Landkreises durch eine Reihe von Zusammenschlüssen bis Ende 1976 auf 16 verringert.
Nach 110-jährigem Bestehen verlor der Rheingaukreis seine Selbstständigkeit und wurde am 1. Januar 1977 mit dem Untertaunuskreis zum Rheingau-Taunus-Kreis zusammengeschlossen. Die Kreisstadt des bisherigen Untertaunuskreises Bad Schwalbach wurde Sitz der neuen Kreisverwaltung wegen ihrer zentralen Lage im Kreisgebiet. Gleichzeitig wurden am 1. Januar 1977 auch noch weitere Gemeinden zusammengeschlossen.

### Einwohnerentwicklung
Durch die preußische Kreisreform von 1886 wurde der Rheingaukreis deutlich verkleinert.
| Jahr | Einwohner | Quelle |
| ---- | --------- | ------ |
| 1871 | 55.951    | [ 10 ] |
|      |           |        |
| 1900 | 36.691    | [ 7 ]  |
| 1910 | 39.428    | [ 7 ]  |
| 1925 | 39.673    | [ 7 ]  |
| 1933 | 41.516    | [ 7 ]  |
| 1939 | 40.697    | [ 7 ]  |
| 1950 | 56.223    | [ 7 ]  |
| 1960 | 58.100    | [ 7 ]  |
| 1970 | 61.200    | [ 11 ] |
| 1976 | 61.100    | [ 12 ] |

## Politik

### Landräte
1867–1884: Anton Fonck
1884–1891: Kurt von Dewitz
1891–1920: Alfred Wagner
1920–1933: Julius Mülhens
1933–1937: Josef Kremmer
1937–1945: Otto Thöne
1945:–9999 Leopold Bausinger
1945–1946: Peter Paul Nahm (1901–1981), Landrat vom 18. Juni 1945 bis 30. Juni 1946 – später Staatssekretär im Bundesvertriebenenministerium
1946–1950: Hans Wagner, Landrat vom 1. Juli 1946 bis 1. November 1950 – vormals Bürgermeister von Johannisberg
1950–1965: Leopold Bausinger (1899–1973), Landrat vom 2. November 1950 bis 1. Juli 1965
1965–1976: Klaus Dinse (1912–1994), Landrat vom 2. Juli 1965 bis 31. Dezember 1976, zuvor Bürgermeister der Kreisstadt Rüdesheim

### Wappen
Im Dezember 1950 wurde dem Rheingaukreis durch das Hessische Staatsministerium das Recht zur Führung eines Wappens verliehen.

## Gemeinden
Die folgende Liste enthält alle Gemeinden, die dem Rheingaukreis nach 1886 angehörten, sowie die Daten aller Eingemeindungen.
| Gemeinde                  | eingemeindet nach  | Datum der Eingemeindung |
| ------------------------- | ------------------ | ----------------------- |
| Assmannshausen            | Rüdesheim am Rhein | 1. Januar 1977          |
| Aulhausen                 | Assmannshausen     | 1. Oktober 1970         |
| Eibingen                  | Rüdesheim am Rhein | 1. April 1939           |
| Eltville am Rhein, Stadt  |                    |                         |
| Erbach                    | Eltville am Rhein  | 1. Januar 1977          |
| Espenschied               | Lorch              | 1. Januar 1977          |
| Geisenheim, Stadt         |                    |                         |
| Hallgarten                | Oestrich-Winkel    | 1. Januar 1977          |
| Hattenheim                | Eltville am Rhein  | 1. Juli 1972            |
| Johannisberg              | Geisenheim         | 31. Dezember 1971       |
| Kiedrich                  |                    |                         |
| Lorch, Stadt              |                    |                         |
| Lorchhausen               | Lorch              | 1. Oktober 1971         |
| Martinsthal               | Eltville am Rhein  | 1. Januar 1977          |
| Mittelheim                | Oestrich-Winkel    | 1. Juli 1972            |
| Niederwalluf              | Walluf             | 1. Oktober 1971         |
| Oberwalluf                | Walluf             | 1. Oktober 1971         |
| Oestrich                  | Oestrich-Winkel    | 1. Juli 1972            |
| Oestrich-Winkel 1         |                    |                         |
| Presberg                  | Rüdesheim am Rhein | 1. Januar 1977          |
| Ransel                    | Lorch              | 1. Januar 1977          |
| Rauenthal                 | Eltville am Rhein  | 1. Januar 1977          |
| Rüdesheim am Rhein, Stadt |                    |                         |
| Stephanshausen            | Geisenheim         | 1. Januar 1977          |
| Walluf 2                  |                    |                         |
| Winkel                    | Oestrich-Winkel    | 1. Juli 1972            |
| Wollmerschied             | Lorch              | 1. Januar 1977          |

## Kfz-Kennzeichen
Am 1. Juli 1956 wurde dem Landkreis bei der Einführung der bis heute gültigen Kfz-Kennzeichen das Unterscheidungszeichen RÜD zugewiesen. Es leitet sich von der ehemaligen Kreisstadt Rüdesheim am Rhein ab. Es wird im Rheingau-Taunus-Kreis durchgängig bis heute ausgegeben.
Im Rheingau-Taunus-Kreis können sich Autofahrer seit Sommer 2013 zwischen einem Nummernschild mit RÜD oder SWA entscheiden.